# Amphiblestrum pontifex
Amphiblestrum pontifex är en mossdjursart som beskrevs av Hayward och Cook 1983. Amphiblestrum pontifex ingår i släktet Amphiblestrum och familjen Calloporidae. Inga underarter finns listade i Catalogue of Life.